# تیم ملی فوتبال ساحلی کویت
تیم ملی فوتبال ساحلی کویت   نماینده کویت در مسابقات بین‌المللی فوتسال و یکی از تیم‌های فوتسال آسیایی است. 